# 福井県道244号三方五湖公園線
福井県道244号三方五湖公園線（ふくいけんどう244ごう みかたごここうえんせん）は、福井県三方上中郡若狭町内の国道と有料道路を結ぶ一般県道である。

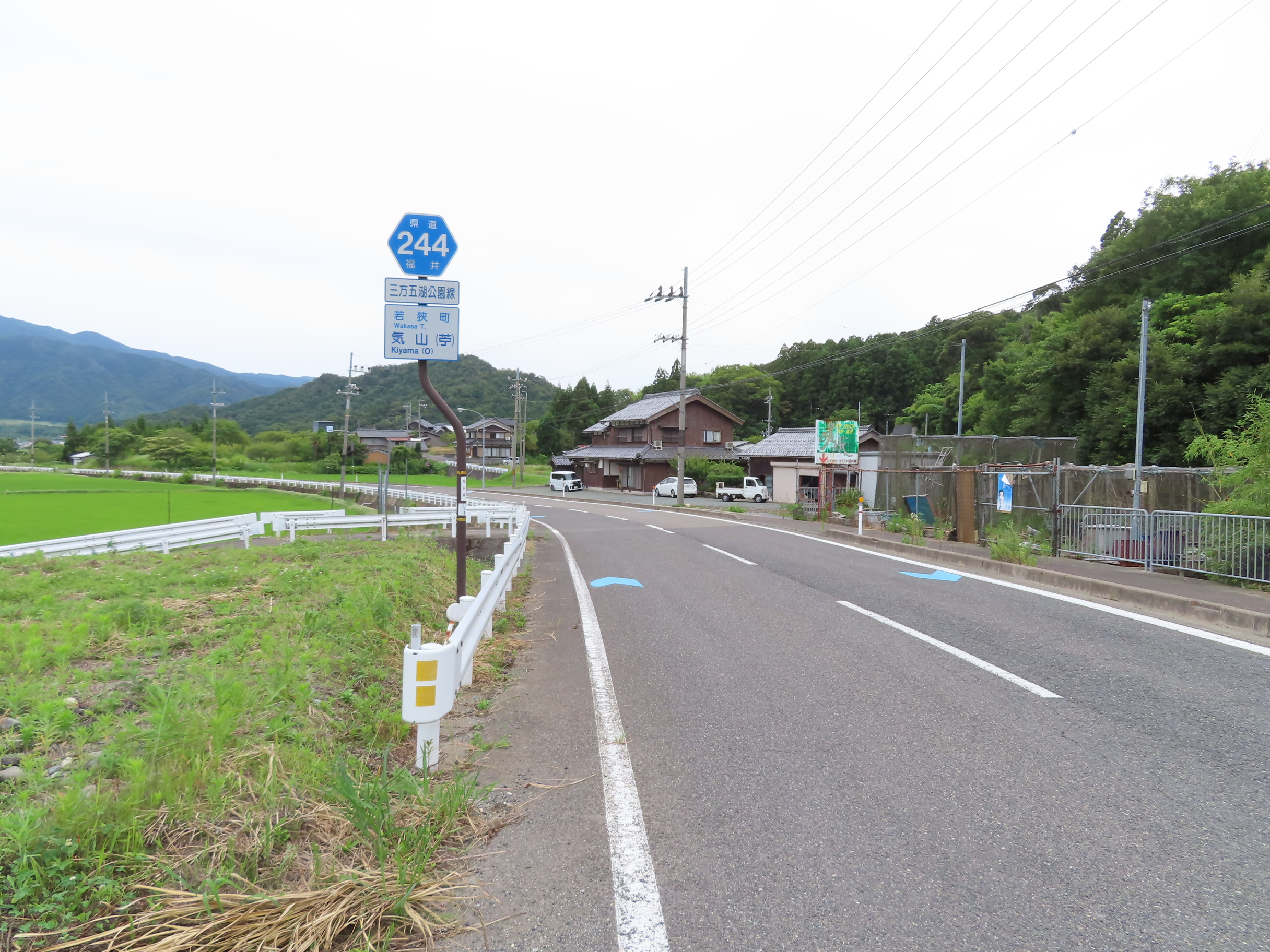
若狭町気山(苧)

## 路線概要
三方五湖レインボーラインと国道27号を繋ぐ役割を担っている県道である。同県三方郡美浜町の境すれすれを走っており、美浜町の飛地と本地の間をすり抜けて3 km弱の全線で単一の大字内のみを走っている県道である。その担う役割のため、利用は観光客がほとんどであり、観光客の誘導を目的に指定された県道といえるだろう。

### 路線データ
- 起点：福井県三方上中郡若狭町気山(苧)（福井県道273号三方五湖レインボーライン線交点）
- 終点：同町気山(市)（国道27号交点）

## 道路状況
基本的に真っ直ぐな県道で、右左折などは無い。全線片側一車線が確保されており、非常に走りやすい道である。途中で橋を渡るがこの橋がかかっている川は浦見運河と呼ばれる人工の水路であり、江戸時代の三方五湖灌漑工事の産物である。そのためここを目的に来る観光客も少なからずおり、観光スポットの一つとなっている。ちなみに途中若狭梅街道と重複するが、若狭梅街道をトレースしようとしてこの244号に迷い込む県外ナンバーの車がかなり見られる。もし利用する予定があるのであれば注意して、走行してほしい。

## 接続路線
- 福井県道273号三方五湖レインボーライン線（若狭町気山、起点）
- 若狭広域農道（若狭梅街道）（若狭町気山 - 同地内で重複）
- 国道27号（国道162号重複）（若狭町気山・気山交差点、終点）

## 沿線
- 三方五湖
- JR気山駅